# Sembung (Karangjati)
Sembung is een bestuurslaag in het regentschap Ngawi van de provincie Oost-Java, Indonesië. Sembung telt 2362 inwoners (volkstelling 2010).